# Gare de Thésée
La gare de Thésée est une gare ferroviaire française de la ligne de Vierzon à Saint-Pierre-des-Corps, située sur le territoire de la commune de Thésée, dans le département de Loir-et-Cher, en région Centre-Val de Loire.
C'est aujourd'hui une halte ferroviaire de la Société nationale des chemins de fer français (SNCF) desservie par des trains TER Centre-Val de Loire qui effectuent des missions entre Tours et Vierzon-Ville ou Bourges.

## Situation ferroviaire
Établie à 70 m d'altitude, la gare de Thésée est située au point kilométrique (PK) 261,236 de la ligne de Vierzon à Saint-Pierre-des-Corps entre les gares ouvertes de Saint-Aignan - Noyers et de Montrichard.

## Histoire
La gare est ouverte le 18 octobre 1869.

## Service des voyageurs

### Accueil
Halte SNCF, c'est un point d'arrêt non géré (PANG) à entrée libre. Elle dispose de deux quais latéraux avec abris.

### Desserte
Thésée est desservie par des trains TER Centre-Val de Loire qui effectuent des missions entre Tours et Vierzon-Ville ou Bourges.

### Intermodalité
Un parc à vélo et un parking pour les véhicules sont aménagés. La gare est desservie par les bus de la ligne 6 du réseau Route 41.